# Roodmaskertimalia
De roodmaskertimalia (Liocichla phoenicea) is een zangvogel uit de familie Leiothrichidae.

## Verspreiding en leefgebied
Deze soort komt voor van Nepal tot Myanmar en zuidwestelijk China. Er zijn twee ondersoorten:
- L. p. phoenicea: de Himalaya van oostelijk Nepal tot Assam (noordoostelijk India) .
- L. p. bakeri: van zuidelijk Assam tot noordwestelijk Myanmar en noordwestelijk Yunnan.